# Море на студа
Морето на студа (на латински: Mare Frigoris) е лунно море в най-северните части на близката страна на Луната. Разположено е във външните части на Океана на бурите, на север от Морето на дъждовете, на североизток от Морето на яснотата и на север от тъмния кратер Платон.

## Име
Подобно на повечето други лунни морета, Морето на студа е наименовано от Джовани Ричиоли, чиято номенклатура от 1651 г. бива стандартизирана. Преди това Уилям Гилбърт го включва в Северния остров (на латински: Insula Borealis) в своята карта от ок. 1600 г., Майкъл Ван Лангрен го означава като Астрономическо море (на латински: Mare Astronomicum) в своята карта от 1645 г., а Пиер Гасенди го нарича Северно море (на латински: Boreum Mare).

## В популярната култура
Тази лунна област е на видно място в Behemoth - вторият епизод от научнофантастичния минисериал на Би Би Си от 1973г. Moonbase 3.
Морето на студа е мястото, където измислената версия на Аполо 15 в сериала на Apple TV+ For All Mankind трябва да кацне, но в последния момент екипажът избира да кацне в кратера Шакълтън на южния полюс на Луната, след като разбира, че в района има висока концентрация на (измислен) воден лед.